# Vibhūti

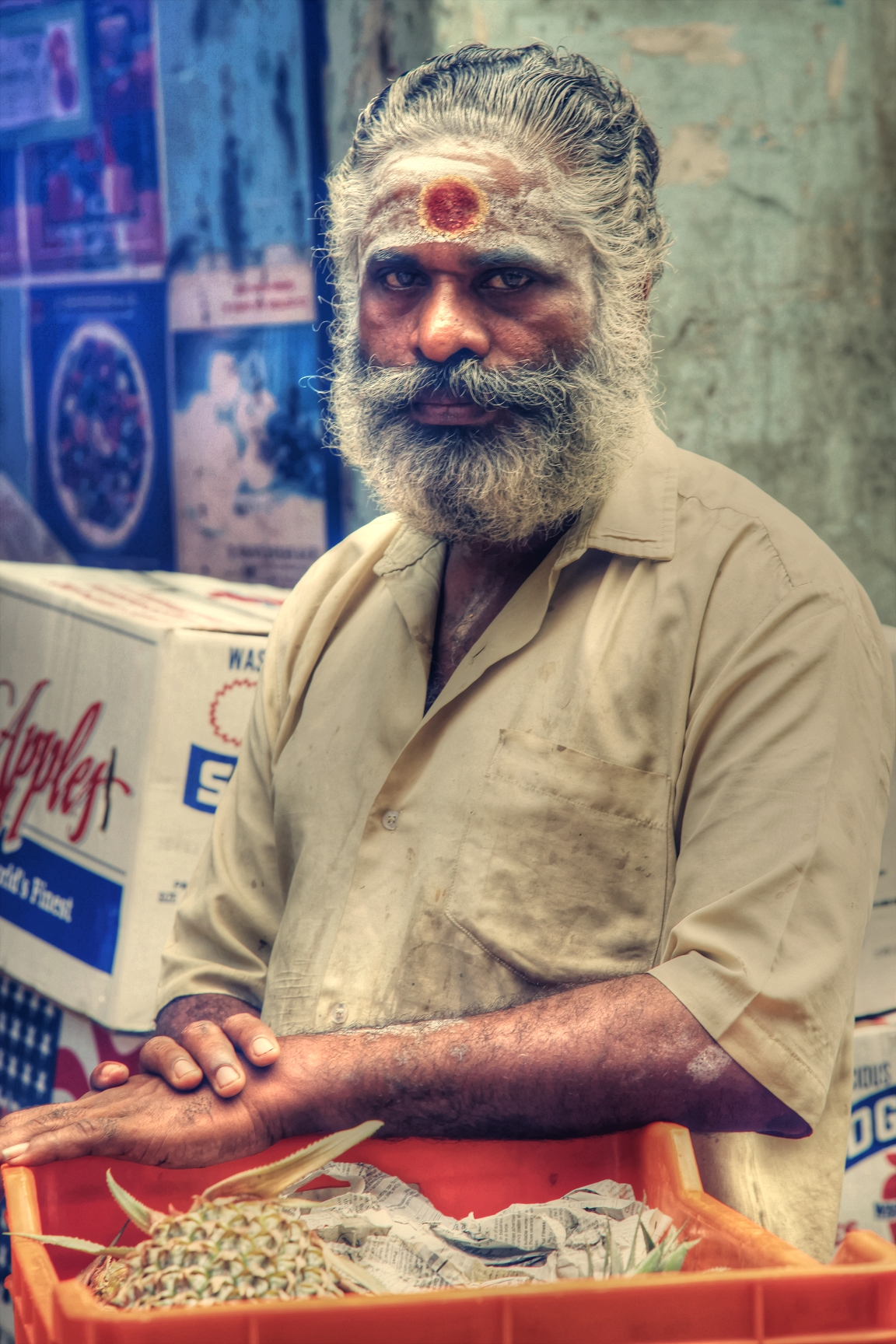
Un fedele con decorazione sacra

Vibhūti (in sanscrito विभूति; in hindī bhabhūt) è una parola che ha molti significati nella cultura induista.

## Cenere sacra
La Vibhuti è la cenere sacra (dal tipico colore bianco) utilizzata nei rituali religiosi induisti ed è data da alcuni guru in dono ai discepoli.
La componente principale della Vibuthi è la cenere (ricavata dalla cremazione funeraria o dalla combustione di sterco di vacca secco) mista a diverse altre sostanze come il latte e il ghee, così come tramandato dalle scritture e a seconda del tipo di utilizzo cerimoniale che ne viene fatto. Questa mistura viene bruciata come offerta nel fuoco sacro (Homa). 
La Vibhuti è spesso sparsa sulla fronte dei fedeli poiché considerata sacra. Molti devoti usano anche metterne sulla lingua una piccola quantità per ricevere la benedizione delle divinità. 
Nelle tradizioni collegate al culto di Shiva viene cosparsa sopra gli shivalinga.
La cenere ha molti significati simbolici:
- Quando mangiata, la Vibuthi trasmette la benedizione (in sanscrito: adhishthana) del divino.
- Sparsa sulla fronte del devoto, viene utilizzata come simbolo di riconoscimento di appartenenza ad un culto specifico (o tilaka).
- Nei rituali connessi a Shiva, la Vibuthi è un simbolo di purezza e rappresenta uno dei maggiori sacramenti dati sotto forma di pūjā in tutti i templi Shivaiti.

Questa cenere sacra acquisisce un significato specifico, funge cioè da memento per il credente a ricacciare da sé i desideri individuali e terreni che avvolgono il proprio spirito nell'illusione (maya), e riporta alla mente la storia di come Shiva bruciò Kama (il dio del desiderio) e lo ridusse in cenere poiché egli tentava di distoglierlo dalla Divina Verità.